# Стріляй замість мене
«Стріляй замість мене» — радянський художній фільм 1970 року знятий на Ризькій кіностудії режисером Янісом Стрейчем.

## Сюжет
Громадянська війна в Росії, революційний комітет посилає кіномеханніка Езупа Гайдуліса в сільську місцевість демонструвати кіно і агітацію…

## У ролях
- Бертуліс Пізіч — Єзуп Гайдуліс
- Астріда Кайріша — Ірина, актриса, зірка німого кіно
- Яніс Стрейч — отець Арсеній
- Артурс Берзіньш — Ян Рудзат, червоний латиський стрілок
- Микола Мерзликин — Негоров
- Ольгерт Дункерс — Панов, кінофабрикант
- Імантс Стродс — Мітька
- Яніс Грантіньш — чернець
- Олександр Боярський — офіцер
- Волдемар Лобіньш — Семенов
- Павло Первушин — рибак
- Олексій Михайлов — комісар
- Мірдза Мартінсоне — Акуліна
- Володимир Шаховськой — епізод
- Егонс Майсакс — епізод

## Знімальне група
- Режисер — Яніс Стрейч
- Сценаристи — Раймондс Ветра, Михайло Маклярський
- Оператор — Ріхард Пікс
- Композитор — Гедертс Раманс
- Художник — Інара Антоне